# Volt Malta
Volt Malta (viết tắt là Volt) là một đảng chính trị tự do - xã hội ở Malta. Đó là chi nhánh ở Malta của Volt Europa, một phong trào chính trị ủng hộ sự hợp tác lớn hơn của châu Âu trên khắp châu Âu. Đảng đã công bố kế hoạch tham gia các cuộc tổng tuyển cử tiếp theo. Với Damian Boeselager, người đại diện cho toàn bộ Volt Europa, đảng này đã có một đại diện tại của Nghị viện Châu Âu.

## Thành lập
Volt Malta được thành lập vào năm 2020.
Vào ngày 30 tháng 4 năm 2021, Volt Malta được đăng ký là một đảng chính trị. Điều này đưa Volt Malta trở thành đại diện quốc gia thứ 16 của Volt Europa được đăng ký tham gia.

## Chính sách
Là một phần của mạng lưới tại châu Âu, Volt Malta theo cách tiếp cận toàn châu Âu đối với nhiều lĩnh vực chính sách như biến đổi khí hậu, di cư, bất bình đẳng kinh tế, xung đột quốc tế và tác động của cuộc cách mạng công nghệ đối với thị trường lao động.
Ngoài ra, đảng đã đề ra giải quyết một loạt các vấn đề ở Malta, chẳng hạn như tham nhũng thông qua việc thúc đẩy quản trị minh bạch và phân tách quyền lực, hoặc bảo vệ môi trường và khí hậu, thông qua việc nhấn mạnh vào nền kinh tế tuần hoàn. Về người tị nạn và người di cư kinh tế, đảng này cam kết với các hệ thống tị nạn của châu Âu và một cách tiếp cận nhân đạo. Nó cũng thúc đẩy quyền tình dục & sinh sản bằng cách kêu gọi loại bỏ việc phá thai và phân loại tất cả các biện pháp tránh thai là thuốc thiết yếu, biến nó trở thành bên ủng hộ đầu tiên ở Malta. Nhóm cũng nhấn mạnh điều này với #IneedMAP!, một sáng kiến để cải thiện khả năng tiếp cận với Morning After Pill (MAP), các hiệu thuốc được lập bản đồ có bán MAP.
Volt Malta cũng ủng hộ sáng kiến của công dân châu Âu "Cử tri không biên giới", kêu gọi quyền bỏ phiếu ở cấp địa phương và quốc gia cho công dân EU. Nếu sáng kiến thành công, nó có thể giúp họ tiếp cận với các cử tri nước ngoài, những người hiện không thể bỏ phiếu trong các cuộc tổng tuyển cử cho Quốc dân đảng hay Đảng Lao động.